# Metock-sagen
Metock-sagen, der blev afgjort ved EF-Domstolen den 25. juli 2008, handlede om fire EU-borgere, der ikke havde irsk statsborgerskab, men arbejdede midlertidigt i Irland, og derfor viste sig at have ret til familiesammenføring med deres fire afrikanske ægtefæller Metock, Ikogho, Chinedu og Igboanusi, ifølge EU's opholdsdirektiv. De irske udlændingemyndigheder afslog i første omgang deres ansøgninger med henvisning til, at ægtefællerne ikke tidligere havde haft lovligt ophold i EU, men da de fire par anlagde sag mod myndighederne ved EF-Domstolen, fik de samlet medhold i Metock-dommen. Dommen præciserer, hvordan dele af opholdsdirektivet skal fortolkes. 

Selvom Metock-sagen var anlagt mod de irske myndigheder, berører dommen også 10 andre EU-lande direkte, herunder Danmark. Efter dommen har EU-landene ikke længere lov til at kræve, at personer fra tredjelande, dvs. som kommer fra lande udenfor EU, skal have haft lovligt ophold i EU for at få lov til at blive sammenført med EU-borgere, som benytter sig af EU-reglerne til at opnå familiesammenføring. Dette opholdskrav blev tidligere anvendt af 11 EU-lande: Cypern, Danmark, Finland, Grækenland, Irland, Malta, Nederlandene, Storbritannien, Tjekkiet, Tyskland og Østrig.  Af samme grund kom disse lande med indsigelser mod Metock-dommen, før den officielt blev offentliggjort,  mens der har været stor forskel på deres senere reaktioner.
Samtidig har dommen en række særlige konsekvenser for den danske Udlændingeservice, og har især været omdiskuteret i Danmark.

## EU-reglerne før og efter Metock-dommen
EU’s opholdsdirektiv beskriver EU-borgernes rettigheder til at indrejse og bosætte sig i andre EU-lande end deres eget.  Denne ret gælder både for EU-borgerne selv og for deres nærmeste familiemedlemmer, hvis disse familiemedlemmer enten ledsager eller slutter sig til EU-borgeren i det pågældende land. Hvad angår familiemedlemmer gælder retten til indrejse og ophold, uanset om familiemedlemmet selv er EU-borger eller er borger i et tredjeland. EU-reglerne på dette område gælder for alle statsborgere fra de 27 EU-lande samt Schweiz og de tre EØS-lande Norge, Island og Liechtenstein. 
Opholdsdirektivet beskriver kun EU-borgernes og deres familiemedlemmers rettigheder, så længe de opholder sig i andre EU-lande end deres eget. EU-domstolen har imidlertid i flere kendelser fastslået, at det ville begrænse den fri bevægelighed, hvis en EU-borger ikke kunne være sikker på at have mulighed for også at tage sin familie med sig tilbage til sit eget land. Den seneste af disse er Eind-dommen fra december 2007 
EU-domstolens praksis siger ikke noget præcist om, hvor lang tid en EU-borger skal have opholdt sig i et andet EU-land for at få ret til at tage sin familie med sig tilbage til sit eget land. Ved en tidligere dom – Franca Ninni-Orasche-dommen i 2003 – erklærede EF-Domstolen, at 10 ugers ophold, i det konkrete tilfælde, var tilstrækkeligt til, at EU-borgeren havde udnyttet sin ret til fri bevægelighed som arbejdstager.  Dette er ikke ændret med Metock-dommen. Det er muligt, at senere domme ved EF-Domstolen vil sænke dette krav.
En EU-borger har ret til at tage sin familie med sig tilbage til sit eget land, også selvom han/hun kun har opholdt sig fast i et andet EU-land for at opnå denne ret. Det blev fastslået med EF-Domstolens Akrich-dom i 2003.  Med samme dom sagde EF-Domstolen god for, at EU-landene havde lov til at kræve, at familiemedlemmer fra tredjelande i forvejen skulle have haft lovligt ophold i EU for at kunne få familiesammenføring med EU-borgere, men med Metock-dommen har EF-Domstolen omgjort sin tidligere beslutning.

## Metock-dommens betydning for Danmark
EU-reglerne gør det muligt for danske statsborgere at få familiesammenføring med personer fra tredjelande udenom den danske udlændingelovgivnings langt mere omfattende krav. Det kræver blot, at de bosætter sig i et andet EU-land i en periode og lever op til Opholdsdirektivets bestemmelser om enten at være arbejdstager, selvstændig erhvervsdrivende, tjenesteyder, pensioneret arbejdstager, pensioneret selvstændig erhvervsdrivende, pensioneret tjenesteyder, udstationeret, studerende eller
selvforsørgende. Personer, der bor i Danmark uden at have statsborgerskab i noget EU-land, skal dog stadig leve op til den danske udlændingelovgivnings krav for at få familiesammenføring, og kan ikke benytte sig af EU-reglerne.
Metock-dommens vigtigste konsekvens i Danmark er, at den indirekte har underkendt en praksis, som blev indført i 2004 af Integrationsministeriet og den daværende Udlændingestyrelse.
En dansk statsborger, der ønskede familiesammenføring efter EU-reglerne, skulle ifølge denne 2004-praksis have arbejde i Danmark, når han/hun kom tilbage fra det andet EU-land, og måtte ikke være pensionist, studerende eller selvforsørgende under udlandsopholdet. Dette forhindrede blandt andet de mange danskere, som er bosat i Sydsverige og arbejder i Danmark som grænsependlere, i at anvende EU-reglerne til familiesammenføring i Danmark, fordi en grænsependler i EU-retten anses for at høre under kategorien selvforsørgende. Et notat fra Integrationsministeriet vurderede, at denne praksis næppe kunne holde til at blive prøvet ved EF-Domstolen. Den blev dog indført alligevel, med den begrundelse at der endnu ikke var afsagt nogen domme, der underkendte den omtalte praksis. 
Da Metock-dommen blev afsagt fire år senere, udarbejdede Integrationsministeriet et juridisk vurderingsnotat, der fastslog, at den danske 2004-praksis nu var underkendt, og derfor ikke kunne fortsætte.  Dog havde danske pensionister allerede inden da fået ret til familiesammenføring, da EF-Domstolen havde præciseret dette i Eind-dommen i december 2007. 
Ændringen gjorde det lettere for danske statsborgere at få familiesammenføring i Danmark efter EU-reglerne og førte derfor til, at antallet af sådanne familiesammenføringer steg fra 105 i 2007 til 467 i 2009 og 286 i 2010 
En anden konsekvens af Metock-dommen er som sagt, at den har underkendt EU-landenes mulighed for at stille krav om et familiemedlems forudgående lovlige ophold i EU. Selvom dette formelt set også kan gøre det lettere for en dansker at få familiesammenføring, er det tvivlsomt, om det har haft nogen mærkbar betydning for antallet af familiesammenføringer til danske statsborgere. Årsagen er, at de danske statsborgere, det drejer sig om, også før Metock-dommen havde let adgang til at bo sammen med deres udenlandske ægtefæller i Sverige, også selvom det måtte dreje sig om personer, der ikke i forvejen har haft ophold i EU. I disse tilfælde har et dansk opholdskrav ingen betydning for parrenes mulighed for at bruge EU-reglerne til at slå sig ned i Danmark. 
Bortfaldet af opholdskravet har dog haft den betydning, at det er blevet muligt for borgere fra de andre EU-lande at få familiesammenføring med ægtefæller fra tredjelande efter EU-reglerne, selvom parret ikke tidligere har boet sammen i et andet EU-land end Danmark. Før Metock-dommen var f.eks. en svensker, som bor fast i Danmark, nødt til at søge om familiesammenføring efter de langt skrappere danske regler, hvis han efter sin flytning til Danmark giftede sig med en tredjelandsborger.
Som følge af Danmarks retsforbehold deltager Danmark ikke i EU’s fælles asyl- og indvandringspolitik. Derfor har Metock-dommen teknisk set ingen betydning for Danmarks udlændingelovgivning. Til gengæld har retsforbeholdet ingen betydning for danske statsborgeres ret til at få familiesammenføring efter EU-reglerne, da de stammer fra en ældre del af EU-retten, som Danmark har tilsluttet sig gennem sin deltagelse i det indre marked. Dette er årsagen til, at Metock-dommen indirekte har fået betydning for den måde, Udlændingestyrelsen (efter marts 2006 Udlændingeservice) i Danmark har tolket EU-reglerne på.

## Den danske regerings reaktion på Metock-dommen
Integrationsminister Birthe Rønn Hornbech fik den 3. august 2008 bragt en kronik i Berlingske Tidende, hvor hun i generelle vendinger kritiserede EF-Domstolens mulighed for at udbygge EU-retten gennem sine domme. 
Dette blev i store dele af de danske medier tolket som opbakning til et ikke nærmere præciseret ”opgør” med EU-reglerne eller ligefrem et ”oprør” mod EU, hvor den danske regering nægtede at rette sig efter Metock-dommen. Den 6. august understregede statsminister Anders Fogh Rasmussen dog, at Danmark ville rette sig efter EU-reglerne, og nedtonede sagens betydning for antallet af danske familiesammenføringer. 
Venstres udenrigspolitiske ordfører, Søren Pind, har direkte anbefalet, at Danmark ikke skal følge Metock-dommen, men taler ikke på regeringens vegne i denne sag. 
På EU-plan har regeringen valgt at håndtere sagen ved at arbejde for en ændring af opholdsdirektivet, så det atter bliver muligt for EU-landene at stille opholdskrav. Hovedargumentet er, at opholdskravet er et vigtigt redskab i EU-landenes kamp mod illegal indvandring.  
En ændring af opholdsdirektivet skal i givet fald foreslås af Europa-Kommissionen og derpå støttes af et flertal i både EU’s Ministerråd og Europa-Parlamentet.
Kommissionen mener dog ikke, at der er behov for en ændring. Dens modargument er, at risikoen for, at uønskede personer fra tredjelande kommer til EU ved at misbruge EU-reglerne, i forvejen er begrænset af, at det i hvert enkelt tilfælde kræver, at en EU-borger ønsker at gifte sig med vedkommende. Proformaægteskaber er i forvejen ulovlige ifølge opholdsdirektivet, og det underkendte opholdskrav betyder ikke, at illegal indvandring er lovliggjort, men at myndighederne i de enkelte EU-lande skal vurdere hver enkelt ansøgning særskilt.  Europa-Kommissionens formand, José Manuel Barroso, har dog samtidig udtalt: ”Med hensyn til fremtiden er der ikke noget, der er udelukket på forhånd. Hvis der er bevis for væsentlige problemer, så vil vi handle og foreslå løsninger”. 
Den danske regering har modtaget en svingende grad af opbakning til sit forslag om en direktivændring fra adskillige af de lande, der tidligere havde opholdskrav, især Irland, Storbritannien og Østrig. Foreløbigt har regeringen dog kun modtaget direkte støtte fra Irland og Østrig, der har krævet en direktivændring på et møde i Ministerrådet den 22. september 2008, mens Sverige, Luxembourg og Finland er direkte imod. 
Integrationsminister Birthe Rønn Hornbech har erklæret, at målet for den danske regering er at få skubbet ”retstilstanden” tilbage til tiden før Metock-dommen. 
Foreløbigt er det dog usandsynligt, at opholdsdirektivet vil blive ændret i en overskuelig fremtid. Og selv hvis EU-landene igen får lov til at stille opholdskrav, vil dette stadig ikke give Danmark mulighed for at genindføre sin 2004-praksis og udelukke studerende, pensionister og selvforsørgende fra at få familiesammenføring efter EU-reglerne.

## Metock-dommens betydning for forholdet mellem den daværende VK-regering og Dansk Folkeparti
Metock-dommen gav anledning til en række spændinger mellem VK-regeringen og dens støtteparti Dansk Folkeparti. De to regeringspartier gik ganske vist ind for, at antallet af familiesammenføringer i Danmark skulle være begrænset, men ønskede samtidig at overholde EU-reglerne. Dansk Folkeparti var modstander af disse regler, og på partiets landsmøde i september 2008 gik flere af dets folketingsmedlemmer ind for, at Danmark skulle meldes ud af EU. Dansk Folkepartis ledelse havde dog lagt hovedvægten på at fortsætte sit samarbejde med regeringen, da det var helt urealistisk at få Venstre eller Det Konservative Folkeparti til at ”gøre oprør” mod EU eller arbejde for en dansk udmeldelse. 
Den 22. september 2008 indgik regeringen en udlændingepolitisk aftale med Dansk Folkeparti som følge af Metock-debatten. Store dele af aftalen handlede dog hverken om udlændingepolitik eller Metock-dommen, men opstillede i stedet en række nye betingelser for bl.a. at kunne modtage kontanthjælp eller få dansk statsborgerskab. Desuden præciseredes en række krav til danskere, der søgete om familiesammenføring efter EU-reglerne, men de gjorde det ikke vanskeligere at opnå dette, medmindre der var tale om proformaægteskaber. Med aftalen havde Dansk Folkeparti anerkendt, at regeringen ikke ønsker noget ”opgør” med EU eller EU-reglerne, selvom partiet selv fortsat var modstander af dem. 